# Институт электрофизики УрО РАН
ИЭФ УрО РАН — Институт Электрофизики (ИЭФ) Уральского отделения Российской академии наук. Расположен в городе Екатеринбурге.

## История
Институт электрофизики был основан в ноябре 1986 года группой ученых, которую возглавлял академик Геннадий Андреевич Месяц, приехавший в Екатеринбург (в то время — Свердловск) из города Томска. Эта группа начала работы по мощной импульсной технике, новому направлению в физических исследованиях на Урале. Данное направление впервые появилось в Институте сильноточной электроники в Томске. Позже для работы в институте были приглашены ведущие ученые из других исследовательских институтов Москвы и других городов.

## Основные научные направления
Основными научными направлениями института являются: 
- Методы генерации мощных потоков корпускулярного и электромагнитного излучения.
- Физика высоких плотностей энергии.
- Проблемы импульсной энергетики.
- Лазерная физика и нелинейная оптика.
- Фазовые переходы и электродинамические процессы в конденсированных средах.

## Научные подразделения[4]
- Группа низкотемпературной плазмы
- Группа физики диэлектриков
- Группа электрофизических технологий
- Лаборатория импульсной техники
- Лаборатория импульсных источников излучения
- Лаборатория импульсных процессов
- Лаборатория квантовой электроники
- Лаборатория комплексных электрофизических исследований
- Лаборатория нелинейной динамики
- Лаборатория нелинейной оптики
- Лаборатория прикладной электродинамики
- Лаборатория прикладных электрофизических исследований
- Лаборатория пучков частиц
- Лаборатория пучковых воздействий
- Лаборатория теоретической физики
- Лаборатория физической электроники
- Лаборатория электронных ускорителей

Для проведения экспериментов с мощными источниками ионизирующего и электромагнитного излучений в институте имеются 6 экспериментальных залов, оснащенных физической радиационной защитой (бетон) и электромагнитным экранированием. Для изготовления элементов экспериментальных установок в институте присутствует опытный участок (опытное производство) с широкими возможностями металлообработки.

## Учёные
По состоянию на 2023 год в ИЭФ УрО РАН работают академики РАН:
- Месяц Геннадий Андреевич — научн. руководитель, заведующий лабораторией, академик РАН
- Садовский Михаил Виссарионович — главный научный сотрудник, академик РАН
- Шпак, Валерий Григорьевич — главный научный сотрудник, академик РАН
- Яландин, Михаил Иванович — главный научный сотрудник, академик РАН

и члены-корреспонденты РАН:
- Иванов Виктор Владимирович — главный научный сотрудник, член-корр. РАН
- Зубарев Николай Михайлович — главный научный сотрудник, член-корр. РАН
- Гаврилов, Николай Васильевич — главный научный сотрудник, член-корр. РАН
- Некрасов, Игорь Александрович — главный научный сотрудник, член-корр. РАН
- Осипов, Владимир Васильевич — главный научный сотрудник, член-корр. РАН
- Рукин, Сергей Николаевич — главный научный сотрудник, член-корр. РАН
- Чайковский, Станислав Анатольевич — директор, член-корр. РАН

Коллектив Института на 2023 год включает в себя более 200 человек, в том числе 107 научных сотрудников. В настоящее время в институте работает 4 академика РАН и 7 членов-корреспондентов РАН (указаны выше), 11 докторов наук и 56 кандидатов наук.
В институте работали следующие известные учёные: Ю.А. Котов, Ю.Н. Вершинин, Ю.Е. Крейндель.

## Разработки
На основе собственных исследований в Институте электрофизики разработаны образцы технологического и научного оборудования различного назначения. Среди них:
- Наносекундные высоковольтные генераторы на основе SOS-диодов
- Малогабаритные сильноточные генераторы РАДАН и микроволновые генераторы на их основе
- Программное обеспечение для моделирования сильноточной вакуумной дуги IonGun
- Импульсные рентгеновские трубки на напряжение до 300 кВ
- Портативные рентгеновские аппараты для дефектоскопии и медицины
- Полупроводниковые прерыватели сверхплотных токов (SOS-диоды)
- Источники пикосекундных электронных потоков на основе газовых диодов
- Многоканальные генераторы синфазных микроволновых импульсов
- Сильноточный СВЧ генератор с продольно-щелевой замедляющей структурой
- Компактный импульсный ускоритель электронов ЭЛИС с вынесенным ускорительным диодом
- Частотные наносекундные ускорители электронов серии УРТ с ускоряющим напряжением до 1 МВ
- Импульсный катодолюминесцентный спектрометр КЛАВИ для идентификации минаралов
- Источники ионов газов с холодным катодом, способные генерировать ионные пучки с большим поперечным сечением площадью в десятки — сотни см².
- Ионный имплантер для облучения образцов и изделий с размерами до 50 мм пучками ионов газов и ионов металлов
- Установка для нанесения многоэлементных покрытий магнетронным распылением (до 4-х одновременно распыляемых мишеней, в том числе диэлектрических)
- Метод и оборудование для магнитно-импульсного прессования нанопорошков с целью получения объемных наноструктурированных материалов
- Магнитно-импульсная сварка ферритно-мартенситных и дисперсно-упрочненных сталей
- Лазерные установки и методика получения наноразмерных порошков оксидов с помощью мощного лазера
- Технология создания активных сред лазеров на основе поликристаллической керамики, получаемой из нанопорошков оксидов редкоземельных элементов и оксида алюминия
- Методика синтеза гибридных наночастиц путём электрического взрыва проволоки
- Кислородный насос на твердооксидном электролите
- Трехмерные фотонные решетки, синтезированные методом интерференционной литографии

## Кафедра электрофизики УрФУ
Кафедра электрофизики основана в 1987 году на физико-техническом факультете Уральского Политехнического Института (УПИ) по инициативе Первого вице-президента Российской Академии наук, директора ФИАН и научного руководителя Института электрофизики УрО РАН, лауреата Государственных премий СССР и России Г. А. Месяца. Он же был первым заведующим кафедрой.
По состоянию на 2023 год кафедра входит в состав Физико-технологического института Уральского Федерального Университета (г. Екатеринбург, ул. Мира, 21). Базовым предприятием кафедры является Институт электрофизики (г. Екатеринбург, ул. Амундсена 106).
В ходе обучения студентов на направлении подготовки бакалавриата ими производится освоение ряда дисциплин, обеспечивающих подготовку их как специалистов в области наукоёмких технологий и разделов физики, связанных с быстропротекающими процессами и газоразрядными системами.
Направление подготовки магистратуры кафедры электрофизики УрФУ ориентируется на выпуск специалистов в области наукоёмких электрофизических технологий, а также специалистов, способных проводить научные исследования в Институте электрофизики и других институтах Российской Академии Наук и научных организациях в области физики, материаловедения, и др..
К чтению лекций студентам бакалавриата и магистратуры привлечены ведущие научные сотрудники ИЭФ.
Начиная со второго курса для студентов бакалавриата, и в ходе всего времени обучения для студентов магистратуры, стимулируется проведение студентами научных исследований в любых из 17 научных подразделений (лабораторий, групп) ИЭФ УрО РАН, или же на других профильных предприятиях.
Для лучших студентов кафедры учреждена именная стипендия А. А. Воробьёва (4 т.р. ежемесячно).

## Награды
За время существования института многие сотрудники были отмечены различными наградами за выдающиеся достижения в научной деятельности: 
- Яландин М. И., д.т. н. — Лауреат премии Ленинского комсомола, 1987 г.
- Месяц Г. А. — Международная премия им. Уильяма П. Дайка Симпозиума по разрядам и электрической изоляции в вакууме за открытие и исследования взрывной электронной эмиссии, 1990 год.
- Котов Ю. А., чл.-корр. РАН — орден Трудового Красного Знамени, 1990 г.
- Месяц Г. А. — Международная премия Эрвина Маркса за работы по мощной импульсной технике, 1991 г.
- Литвинов Е. А., д.ф.-м.н. и Овчинников В. В., д.ф.-м.н. — звание «Заслуженный Соросовский профессор», 1995 г.
- Месяц Г. А., академик — премия А. Г. Столетова, 1996 г.
- Кундикова Н. Д., д.ф.-м.н. — международная премия Галилео Галилея, 1997 г.
- Зельдович Б. Я., чл.-корр. РАН — международная премия Макса Борна, 1997 г.
- Месяц Г. А., академик, Шпак В. Г., чл.-корр. РАН., Яландин М. И., д.т. н. — Государственная премия РФ за «Цикл фундаментальных исследований быстропротекающих электроразрядных процессов и создание на их основе нового класса мощных и сверхмощных нано- и пикосекундных электрофизических устройств»., 1998 г.
- Котов Ю. А., чл.-корр. РАН — Орден Дружбы, 1999 г.
- Медведев М. В., д.ф.-м.н.- премия "Международной академической издательской компании «Наука», 2000 г.
- Осипов В. В., д.ф.-м.н. — Государственная стипендия выдающимся ученым, 2001 г.
- Рукин С. Н., д.т. н.- премия "Международной академической издательской компании «Наука», 2001 г.
- Месяц Г. А., академик — Премия Правительства РФ в области науки и техники «За комплекс работ по исследованию, созданию и освоению серийного производства вакуумных выключателей высокого напряжения», 2002 г.
- Котов Ю. А., чл.-корр. РАН, Любутин С. К., Рукин С. Н., д.т. н., Словиковский Б. Г., Филатов А. Л., д.т. н., Цыранов С. Н. к.ф.-м.н. — Государственная премия РФ в области науки и техники «За цикл фундаментальных исследований процессов нано- и субнаносекундного обрыва сверхплотных токов в полупроводниках и создание на их основе нового класса сверхмощных полупроводниковых приборов и электрофизических устройств», 2002 г.
- Садовский М. В., академик — премия имени А. Г. Столетова за цикл работ «Эффекты сильного разупорядочения в высокотемпературных сверхпроводниках: теория и эксперимент», 2002 г.
- Месяц Г. А., академик — Лауреат Международной энергетической премии «Глобальная энергия», 2003 г.
- Новоселов Ю. Н., д.ф.-м.н. — Государственная премия РФ в области науки и техники за «Фундаментальные исследования, разработку и создание электрофизических установок и плазменных технологических процессов для защиты окружающей среды», 2003 г.
- Зубарев Н. М., д.ф.-м.н. — Государственная премия РФ для молодых ученых за выдающиеся работы в области науки и техники за работу «Нелинейные явления в электродинамике жидкостей со свободной поверхностью», 2003 г.
- Месяц Г. А., академик — Золотая медаль имени академика С. В. Вонсовского «За большие достижения в области электрофизики, выдающийся вклад в развитие уральской науки и подготовку высококвалифицированных кадров» , 2004 г.
- Котов Ю. А., чл.-корр. РАН — премия имени М. Н. Михеева за цикл работ «Разработка научных основ технологии и оборудования для получения нанопорошков металлов, сплавов и их химических соединений методом электрического взрыва проволоки» , 2008 г.
- Гаврилов Н. В. чл.-корр. РАН — премия имени М. Н. Михеева за цикл работ «Исследования и разработки вакуумно-плазменных технологий для полезной модификации поверхности материалов и изделий нанесением алмазоподобных покрытий и пучками ионов», 2011 г.
- Яландин М. И. — Премия им. М. Н. Михеева за серию работ «Генерация ультракоротких микроволновых импульсов с большой импульсной и средней мощностью в релятивистских электронно-волновых системах», 2012 г.
- Шпак В. Г., Яландин М. И. — Премия им. П. Н. Яблочкова за цикл работ по исследованию сверхбыстропротекающих процессов в газоразрядных промежутках, 2012 г.
- ИЭФ УрО РАН — Золотая медаль на 40-й Международной выставке-салоне изобретений в Женеве за патент по теме «Твердооксидные топливные элементы (ТОТЭ — SOFC) и водородная энергетика», 2012 г.
- Шпак В. Г. — Медаль ордена «За заслуги перед Отечеством» II степени, 2013 г.
- Яландин М. И. — Премия Правительства РФ в области науки и техники, 2016 г.
- Садовский М. В. — Золотая медаль им. В. Л. Гинзбурга за цикл работ по теоретическим проблемам физики высокотемпературных сверхпроводников, 2016 г.
- Рукин С. Н. — Международная премия Эрвина Маркса за пионерские работы по открытию SOS-эффекта, 2017 г.
- Гусев А. И. — Международная премия IEEE IPMHVC, 2018 г.
- Садовский М. В. — Золотая медаль им. С. В. Вонсовского, 2018 г.
- Корженевский С. Р. — Премия им. В. Н. Татищева и Г.В. де Геннина в номинации «За заслуги в области науки, техники, охраны окружающей среды и медицины», 2019 г.
- Овчинников В. В. — Почётный диплом им. акад. В. Д. Садовского, 2019 г.

## Галерея

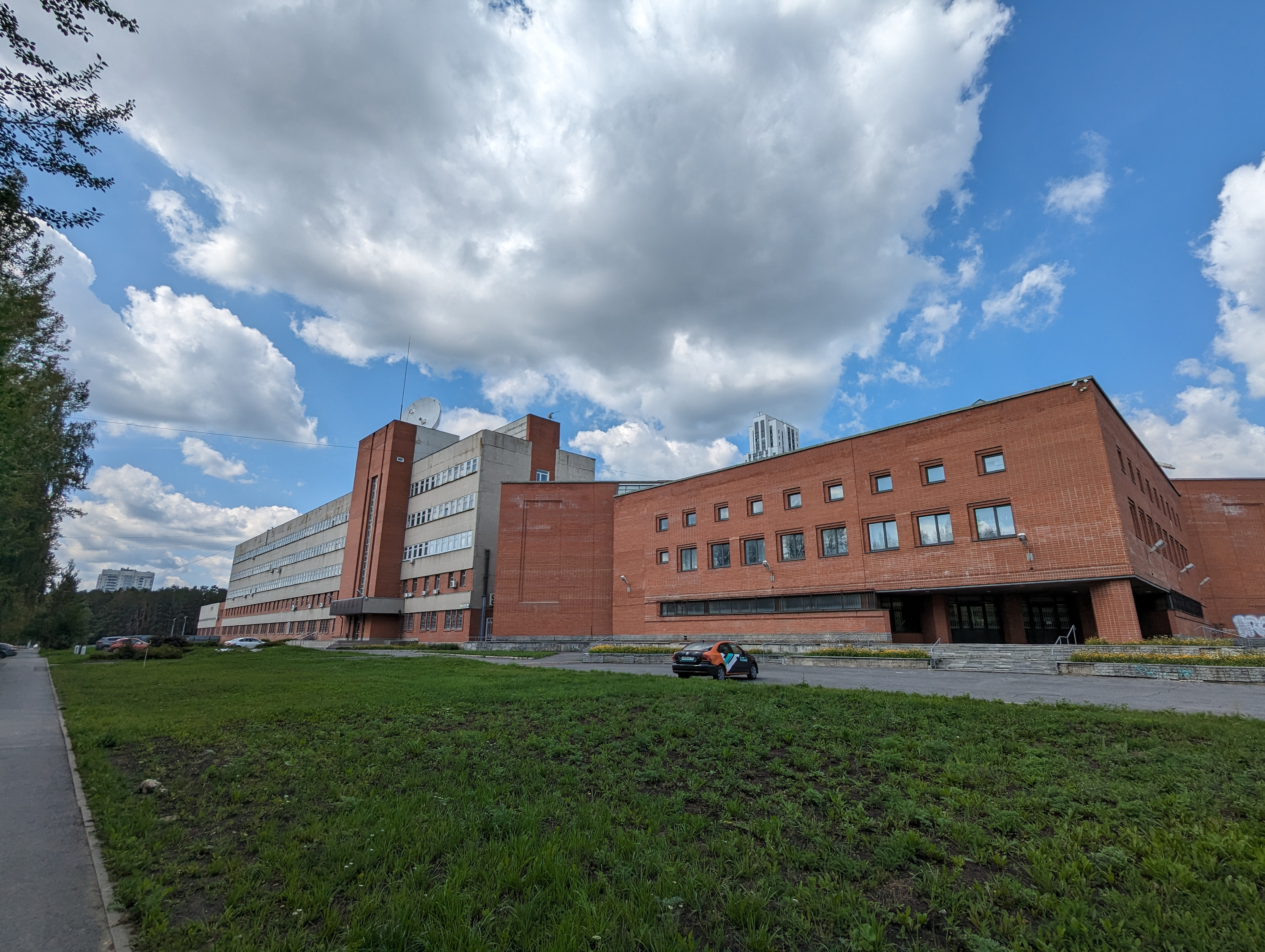
Панорамный вид ИЭФ. 2023 г.
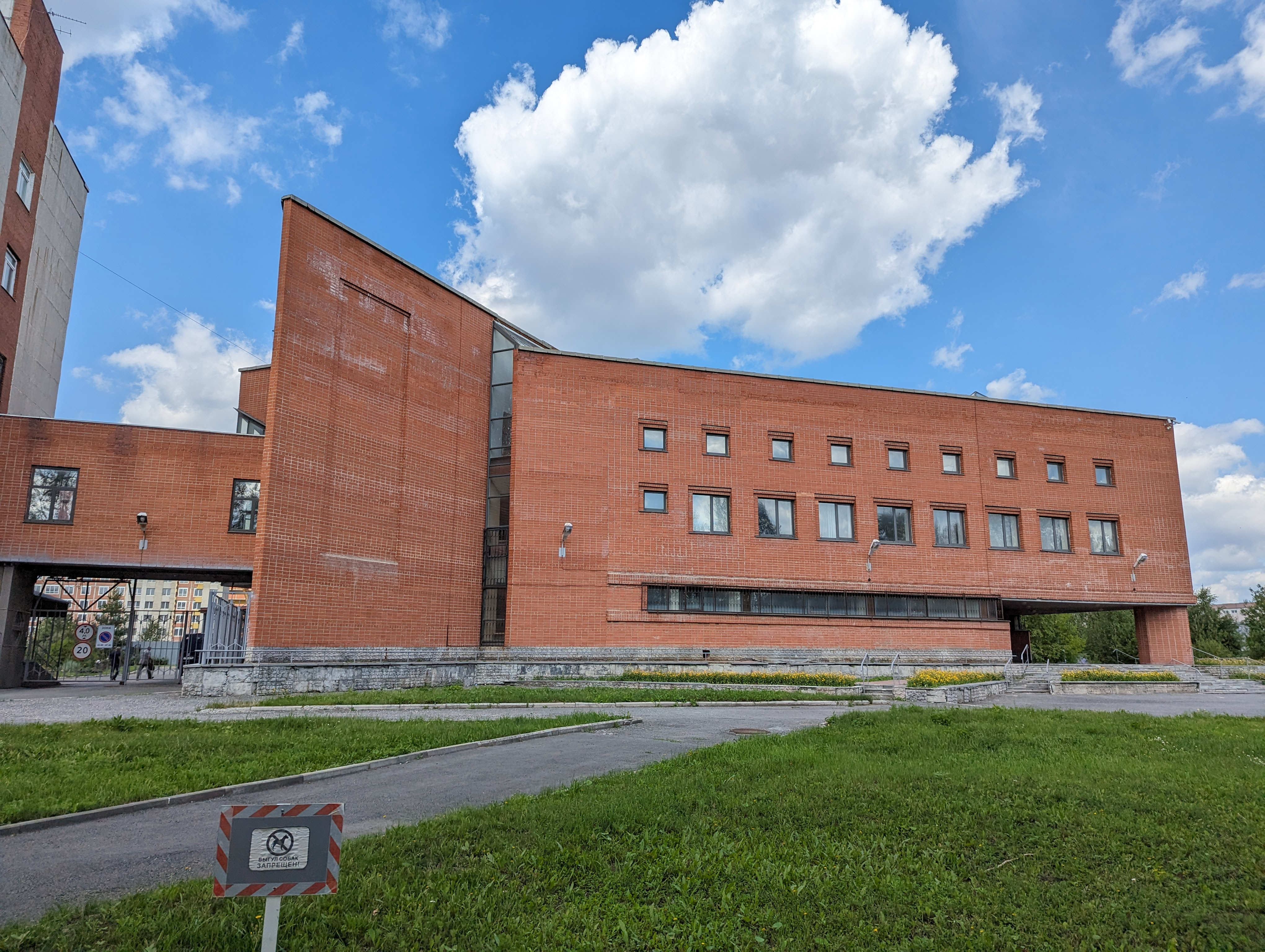
Блок общего назначения ИЭФ. 2023 г.
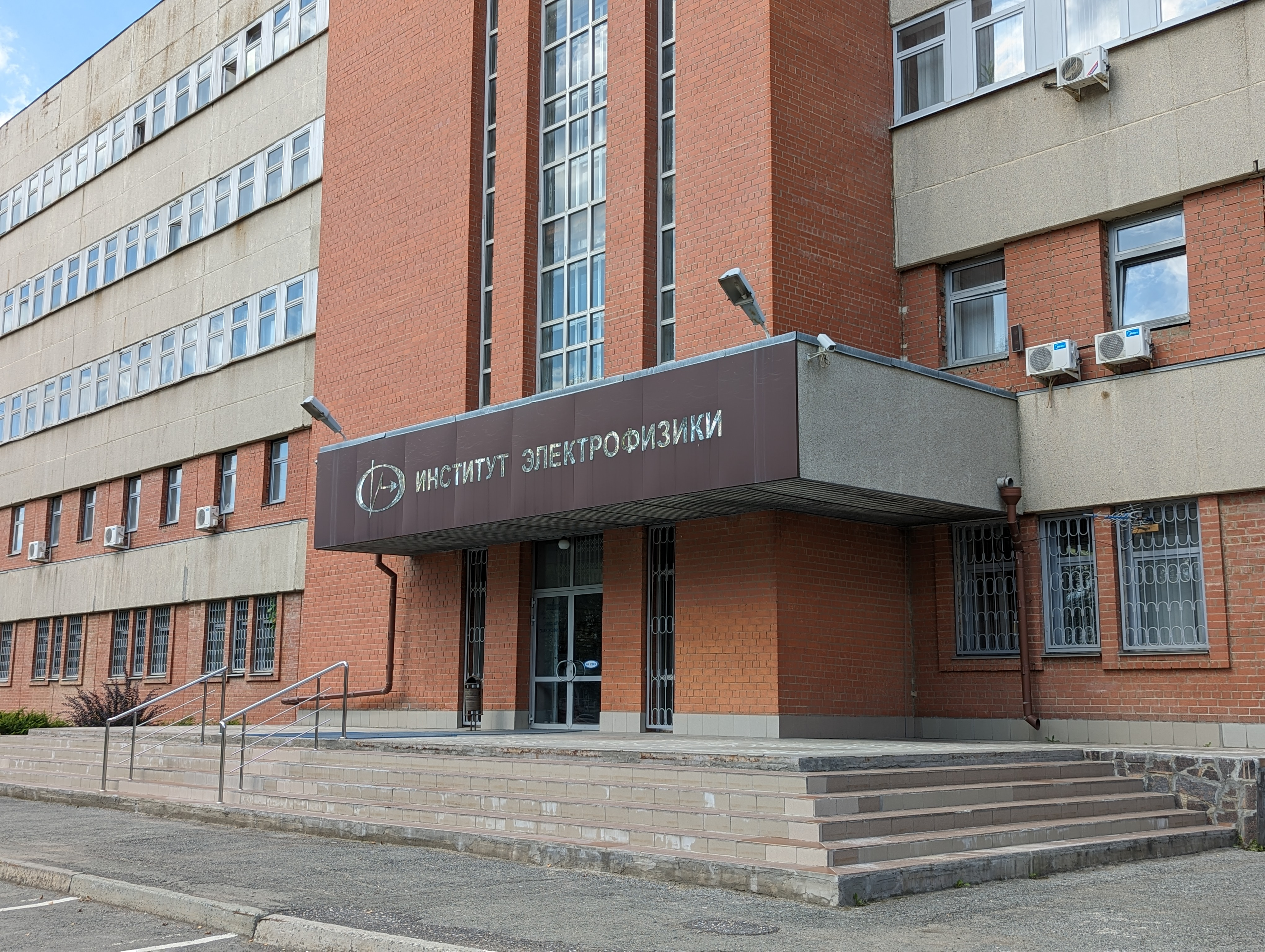
Главный вход ИЭФ. 2023 г.